# Hästhagsgölen (Ukna socken, Småland)
Hästhagsgölen är en sjö i Västerviks kommun i Småland och ingår i Storåns huvudavrinningsområde.